# Usina Cinco Rios
A Usina Cinco Rios foi uma fábrica de açúcar, fundada em 1912 em Maracangalha, distrito da cidade de São Sebastião do Passé, no estado brasileiro da Bahia. A empresa está encerrada e a edificação da fábrica está em ruínas, onde ainda encontram-se as maquinarias vindas do exterior.
As ruínas são um patrimônio histórico estadual, tombado pelo Instituto do Patrimônio Artístico e Cultural da Bahia (IPAC), na data de 9 de agosto de 2011, sob o processo de n.º 0607100020.183.

## História
A Usina Cinco Rios, de propriedade inicial da família Costa Pinto, foi fundada em 6 de novembro de 1912, com a fusão de cinco engenhos da região: o Sincoris, o Sapucaia, o Cassarangongo, o Paramirim e o Maracangalha. Seu maquinário veio da Companhia Usina Bom Jardim e era toda movida a vapor e energia elétrica. A energia elétrica e o combustível da fábrica eram feitos com o bagaço da cana-de-açúcar, um método novo para a época.
No ano de 1917, a usina produziu 31 770 sacos de açúcar de 60 quilos e 1 440 pipas de 800 litros de mel. Para o escoamento do produto e locomoção dos funcionários, a usina utilizava três trens regulares e rápidos, 8 quilômetros de linha ferroviária e uma estação própria.
Nos anos de 1930, a Usina Cinco Rios passa a ser de propriedade de Clemente Mariani, empresário e político baiano. Ainda na década de 1930, a fábrica fechou e foi reaberta com a administração de Álvaro Martins Catharino.
Nos anos de 1940, já de propriedade de Augusto Novis, a fábrica possuía em torno de mil funcionários e, para a lavoura e deslocamento da cana, entre funcionários e trabalhadores indiretos, eram cerca de 2 mil pessoas. Neste período houve duas greves que paralisaram todas as usinas da Bahia e os funcionários da Usina Cinco Rios, no ano de 1946, aderiram ao Sindicato do Trabalhadores das Usinas de Santo Amaro, mas durante a Ditadura Militar, todos os movimentos sindicais foram reprimidos.
Na década de 1950, os proprietários da usina mandaram construir a vila operária com 400 casas de alvenaria para servir de residência para os funcionários. A vila possuía uma escola primária, uma igreja católica, um cinema, luz elétrica, abastecimento de água potável e ruas principais pavimentada com paralelepípedos. A construção e manutenção da vila era custeado pela usina e pelo Instituto do Açúcar e do Álcool (IAA). Dessa vila operária, surgiu a vila de Maracangalha, sendo elevada a distrito tempos depois.
No ano de 1987, a Usina Cinco Rios encerra suas atividades.